# Jersovi járás

A Jersovi járás a Szaratovi területen

A Jersovi járás (oroszul: Ершовский муниципальный район) Oroszország egyik járása a Szaratovi területen. Székhelye Jersov.

## Népesség
- 1989-ben 53 333 lakosa volt.
- 2002-ben 50 337 lakosa volt, melynek 9%-a kazah.
- 2010-ben 41 609 lakosa volt, melyből 31 187 orosz, 4 004 kazah, 1 811 tatár, 977 örmény, 960 ukrán, 439 fehérorosz, 309 kurd, 271 csuvas, 270 azeri, 205 csecsen, 161 lezg, 113 mari, 111 mordvin, 104 német, 100 koreai, 60 moldáv stb.